# 希默爾 (密蘇里州)
希默爾（英語：Himmel）是位於美國密蘇里州斯托達德縣的鬼鎮。

## 歷史
希默爾的郵局於1920年設立，其後於1923年停運。

## 地理
希默爾所處的海拔為高於海平面91米（即299英呎），而該地所採用的時區為UTC-6，即北美中部時區（CST）。同時該地設有夏令時間，為UTC-6調快一小時，即UTC-5（CDT）。